# Проект
Проект е предварително планиране и последващото осъществяване на действия за постигане на определена задача при определена организация и в определен срок.

## Етимология
Терминът проект произлиза от латинската дума projectus, която означава „настъпващ“, „напредващ“. Формалната дефиниция за проект е уникално и ограничено във времето начинание. Под уникално се има предвид, че резултатът от проекта е нов продукт или услуга, а ограничено във времето означава, че има предопределени начало и край. Тази дефиниция, както и цялостната наука за управление на проекти се развиват от различни организации по света, но най-старата и най-известната е Институт за управление на проекти , базирана в САЩ и имаща филиали по цял свят. През 1965 г., в Европа е създадена Международната асоциация по управление на проекти. Неин член е Българската асоциация по управление на проекти.

## Основни характеристики
Проектът е начинание, което изисква нов тип организация на съществуващите човешки познания, материални и финансови ресурси за постигането на предварително зададени и уникални по своята спецификация задачи в рамките на ограничен бюджет и срок. От това определение могат да се изведат и основните характеристики на всеки проект:
- Уникалност – Изразява се в уникалността на поставените задачи, които от своя страна са резултат от естеството на преследваните цели, а именно създаването на нов и уникален по своя характер продукт или услуга (в рамките на разглежданата организация);
- Изисква реорганизация и преструктуриране на съществуващите организационни ресурси (човешки, материални и финансови);
- Съществува в условия на ограничен бюджет;
- Съществува във фиксиран времеви диапазон (преходност) – Всеки проект се характеризира с начало и край, и в този смисъл той представлява временно начинание. Времевия диапазон на проектите може да варира от няколко месеца до години в зависимост от неговите специфики;
- Подчинен на целите поставени от бизнеса – Най-често проектите обслужват краткосрочни до средносрочни бизнес цели. В случаите на дългосрочни цели обикновено те се декомпозират в няколко средносрочни до краткосрочни цели;
- Съществува в условията на динамика – Резултат от съществуващите ограничения (по време/бюджет) и динамиката, присъща на бизнес средата и бизнес целите;
- Несигурност – Всички посочени характеристики определят несигурността като присъща черта на всеки проект;
- Представлява средство за организационна промяна.

## Свързани понятия
Често дейностите в една организация се разделят на бизнес операции и проекти. Обикновено бизнес операцията е резултат от успешното реализиране на конкретен проект и представлява повтаряеми (циклични) бизнес дейности. В този смисъл операцията може да се разглежда като противоположност на проекта. Пример за операция е масовото производство на конкретна модел кафе машина. Пример за проект е проектирането и разработването на нов модел кафе машина.
Проектната програма представлява множество от свързани (зависими) помежду си проекти, подчинени на обща цел (най-често дългосрочна). Това понятие не трябва да се бърка с проектното портфолио на организацията, което представлява множество от проекти, по които тя работи (обикновено паралелно), и които могат да преследват различни цели.
Управлението на проекти представлява цялостната дейност по дефинирането, планирането и изпълнението на един проект с цел той да бъде успешен за участниците в него. Успехът на един проект не е еднозначен (зависи донякъде от гледната точка на участниците) и може да се свързва с постигането на предварително поставените цели и ограничения, удовлетвореността на клиентите, натрупаният опит и знания (т.нар. организационно учене) и др. С управлението на проекти се свързват множество техники, средства, методи, методологии, стандарти и знания, които приложени придават систематичност и ефективност в процеса на реализирането им.

## Разпространение на проектите
В САЩ проектите са стандартният начин за вършене на работа. В ЕС те също имат широко разпространение, като всички програми за финансиране от ЕК работят на проектен принцип. Това се дължи основно на факта, че когато са управлявани правилно, те са изключително прозрачни и всеки заинтересован от проекта е в течение с развитието му.
Проектите са задължителни в някои индустрии в България, поради уникалността на всяко начинание в тях:
- Строителство – В строителството проект се нарича процесът по осъществяване на даден обект и документацията, по която той се осъществява. Тази документация се прави от инженер-проектанти Архив на оригинала от 2012-12-12 в Wayback Machine. – длъжност с код 2149 – 6035 от „Национална класификация на професиите и длъжностите в Република България“;
- Информационни и комуникационни технологии – Често в този сектор се използват специфични методологии за управление на проекти, например гъвкави методологии като Scrum;
- Маркетинг и реклама;
- Научноизследователска дейност;
- Инвестиционни – Виж Н А Р Е Д Б А № 4 от 21 май 2001 г. ЗА ОБХВАТА И СЪДЪРЖАНИЕТО НА ИНВЕСТИЦИОННИТЕ ПРОЕКТИ Архив на оригинала от 2005-01-17 в Wayback Machine..

## Измерения на проектите
Всеки проект се характеризира с три основни параметри, които често се обозначават като триъгълник (т.нар. триъгълник на проекта). По своя характер тези параметри представляват ограничения, с които трябва да се съобрази изпълнението на проекта (поради което те често се наричат още ограничители на проекта):
- Време (Срок) – Описва времевия диапазон на проекта, посочвайки неговото начало и край;
- Цена (Бюджет) – Описва ресурсите, които ще бъдат ангажирани и вложени в проекта (изразени в пари);
- Обхват – Описва продукта или услугата, която ще бъде създадена посредством проекта.

Някои автори прибавят към основните параметри още един, четвърти параметър – качеството, в което влагат необходимостта да се удовлетворят нуждите и очакванията на клиента. Други автори смятат, че качеството е резултат от успешно управление и правилното балансиране на останалите параметри и поради тази причина не го разглеждат като самостоятелен параметър.
Между отделните параметри на проекта съществува зависимост – всяка промяна в кой да е от тях води до промяна в поне един от останалите параметри. Поради тази причина добра практика е дефинирането на два от параметрите да се извърша в съответствие с изискванията и желания на клиента, докато третия (балансиращ) параметър се определя и контролира от организацията, реализираща проекта. Друга добра практика е определянето (идентифицирането) на водещия параметър на проекта – този, към който клиента е най-чувствителен. Той в най-висока степен предопределя спецификата при управлението и реализацията на проекта и е добре да е идентифициран възможно най-рано. Също така водещия параметър често определя целите на проекта и очакваните резултати, поради което често понятията цел / резултат / параметър (ограничител) се размиват;

## Жизненият цикъл на проектите
Поради уникалността и разнообразността си, проектите много трудно могат да се формализират. Въпреки това може да се каже, че всеки проект се вписва в един стандартен жизнен цикъл със следните фази:
1. Иницииране – На този начален етап се осъществяват някои ключови дейности свързани с определяне на спецификите и особеностите на проекта: дефинирането на неговия обхват (под формата на бизнес изисквания и очаквания към създавания продукт/услуга), идентифицирането на участниците и определяне на техните роли/отговорности, анализ на средата (външна/вътрешна), анализ на необходимите финансови ресурси и определянето на бюджет, анализ на риска и др. Основната цел е рамките на проекта да бъде добре дефинирани и приети от всички заинтересовани страни. Крайният резултат е формалното стартиране на проекта;
2. Планиране – На този етап се анализират в детайли въпросите поставени в процеса на инициализиране на проекта и поставянето им във времеви рамки. Включва: подробен анализ на обхвата на проекта и разбиването му в множество от конкретни задачи (изпълнението, на които ще гарантира функционалните и нефункционални изисквания), групирането на тези задачи, свързването им с конкретни междинни резултати и контролни точки, всяка задача се оценява спрямо необходимите за изпълнението им ресурси и се определят нейните времеви рамки и ангажираните човешки/материални ресурси. Основната цел на този етап е да се разпределят ресурсите и времето като се гарантира ефективното изпълнение и контрол на проекта, съобразено с интересите на всички заинтересовани страни. Крайният резултат е проектния план, който осигурява необходимата основа за изпълнението и контрола на проекта. В процеса на планиране на проекта се използват множество техники и инструменти, които подпомагат изпълнението на неговите цели;
3. Изпълнение – На този етап се реализира технически конкретния продукт или услуга, следвайки поставените в предишния етап планове;
4. Контролиране – На този етап, който често се припокрива с изпълнението на проекта се следи за придържането му към поставените цели и планове и при необходимост се извършват коригиращи действия;
5. Закриване – На този етап крайния продукт или услуга е готов, проверява се доколко той отговаря на нуждите и очаквания на клиента и след това се пуска в експлоатация. Екипът работещ по проекта се разпуска, след което проекта се анализира за нуждите на организационното учене. Проектът формално се закрива.

## Заинтересовани страни
За успешното реализиране на всеки проект е изключително важно да се направи анализ на заинтересованите страни в него, техните роли и отговорности. Заинтересовани страни в един проект могат условно да се разделят на:
- Крайни потребители – Включва потребителите, които реално ще използват продукта или услугата;
- Собственик на проекта – Включва поръчителят на продукта или услугата;
- Изпълнител на проекта – Включва изпълнителят на продукта или услугата. В зависимост от ангажираността към проекта и преследваните интереси тук се прави разделение между: висш мениджмънт, който е слабо свързан с изпълнението на проекта, но преследва определени бизнес цели (стратегически, тактически и чисто оперативни) чрез него; и проектен екип, който управлява и реализира проекта. Проектният екип трябва да балансира целите на всички останали участници, да планира и реализира проекта успешно. Той обикновено включва ръководител на проект и екип от специалисти (обикновено на самата организация, но може да има и външни специалисти), но това зависи много от избраната организационна структура (функционална, чисто проектна организация, слаба /балансирана / силна матрица, др.);
- Други заинтересовани срани – Включва всички останали лица, които по един или друг начин са свързани или заинтересовани от проекта (кредитори, инвеститори и т.н.);

Най-често при анализ на заинтересованите страни се разглеждат и дефинират следните роли:
- Ръководител на проект е човекът, който носи властта и отговорността за един проект. Работата на ръководителя на проекта е да координира, подпомага и информира заинтересованите страни в проекта;

- Спонсор или покровител на проект е лице с по-голяма власт от всички директно въвлечени в проекта, което е мотивирано проектът да се реализира. Спонсорът на проект е този, който се намесва, когато например от висшето ръководство на организацията откажат да съдействат на ръководителя на проекта;

- Клиенти и потребители;

- Основен екип на проекта;

- Допълнителен персонал – Независимо дали преразпределен от друго звено на организацията, от подизпълнител или осигурен по друг начин;

- Профсъюзи или браншови организации;

- Доставчици и кредитори – в случаите на купуване на лизинг се преливат;

- Външни участници – общественост, екологични организации, други организации с интереси в областта;

- Държавна и общинска администрация – в американската теория тази заинтересована страна се появява едва в съвременността. Това се дължи главно на факта, че САЩ е основна движеща сила в глобалната икономика и бизнесът едва сега се сблъсква с бюрокрацията в останалия свят. В Европа, поради културните особености, регулациите и законодателството играят много по-ключова роля. Това важи в особено голяма степен за България;